# Trimerotropis sparsa
Trimerotropis sparsa är en insektsart som först beskrevs av Thomas, C. 1875.  Trimerotropis sparsa ingår i släktet Trimerotropis och familjen gräshoppor. Inga underarter finns listade i Catalogue of Life.